# اندیس گریشیک
گریشیک یک اندیس فلزی است که در حوالی شهر خانه خاتون استان کرمان قرار دارد و مادهٔ معدنی موجود در آن، مس است.سنگ میزبان این اندیس ولکانیک است و دیرینگی آن به دوران کرتاسه می‌رسد. در این اندیس، پاراژنز‌های پیریت،مالاکیت ، آزوریت، کلریت ، کربنات، کوارتز یافت می‌شوند.